# Vera Nunes
Izaura Nunes Henriques (Rio de Janeiro, 12 de agosto de 1928 - Campinas,  2 de fevereiro de 2021), mais conhecida como Vera Nunes, foi uma empresária, apresentadora de televisão, radialista, locutora, professora de interpretação e atriz brasileira.

## Biografia
Filha dos comerciantes portugueses José Francisco Henriques e Ana de Assunção, fez os estudos primários na "Escola Estadual Paraguai", em Marechal Hermes, e o curso ginasial no "Colégio Vera Cruz", na Tijuca. Num curso propedêutico, que incluía datilografia e taquigrafia, especializou-se em contabilidade, pois era interesse do seu pai, para que futuramente trabalhasse num dos comércios da família.
Estudou teatro num curso promovido pelo "Teatro da Mocidade da Rádio Ministério de Educação e Saúde" e na juventude, completou suas habilidades artísticas quando fez cursos de piano, balé, canto e declamação.
Casou em 9 de setembro de 1961 com o ator Altamiro Martins, único casamento. Em 2005 morreu Altamiro, seu marido, selando um convívio de 50 anos que lhe deu um casal de filhos.
Faleceu em 2 de Fevereiro de 2021, em Campinas, SP.

## Carreira

### Rádio
No início da adolescência e motivada pela admiração à atriz Deanna Durbin, entrou no curso de teatro do "Teatro da Mocidade da Rádio Ministério de Educação e Saúde". Seus colegas de testes foram, entre outros, Arlette Pinheiro da Silva Torres, Luiz Linhares, José Vasconcellos e Jaime Barcelos. Em pouco tempo, já estava fazendo "pontas" como radioatriz nas peças da própria rádio. Seu primeiro trabalho como elenco fixo, foi num conjunto de documentários intitulado "O Problema da Criança no Brasil". Para anunciar o elenco, o diretor Teófilo de Barros Filho indicou o seu nome artístico como Vera, pois o elenco já contava com a Isaurinha Garcia, e para não haver confusão, nasceu assim o seu pseudônimo: Vera Nunes.
Depois de já consagrada no cinema, participou de algumas peças radiofonizadas na Rádio Excelsior, apresentadas nas segundas-feiras no programa "Gente do Palco no Rádio". Logo a seguir e na mesma rádio, foi contratada para apresentar um quadro do programa "Encontro das Terças e Sextas-Feiras", em que conversava com ouvintes sobre maquiagem e moda.
Também trabalhou como apresentadora, em parceria com Leonardo de Castro, no programa "Ouvindo e Aprendendo" da Rádio Nacional.

### Cinema
Incentivado por Teófilo de Barros, procurou os estúdios da Cinédia para inscrever-se nos testes para o elenco de um filme, cujo produtor era Adhemar Gonzaga. Ao conversar com Adhemar, foi escolhida imediatamente, pois suas características físicas eram compatíveis com a personagem. Desta feita, estreou no cinema como protagonista em uma comédia musical ao lado de Walter D'Ávila, Cyll Farney, Marlene, Linda Batista e Dalva de Oliveira. O ano era 1947 e o nome do projeto era "Noites de Copacabana". Quando o filme foi lançado, em 1950, recebeu o título de "Um Beijo Roubado", mas posteriormente, o longa-metragem ficou conhecido como "Um Beijo Roubado - Noites de Copacabana". Assim que as filmagens de "Noites de Copacabana" acabara, foi escalada para trabalhar em "Pinguinho de Gente", lançado em 1949. Seu desempenho nas duas produções, revelaram que a novata já estava pronta para o estrelato. Entre 1948 e 1950, trabalhou em cinco filmes, incluindo uma co-produção Brasil-Argentina. No filme Não Me Digas Adeus, produzido em 1948 e lançado em 1950, parte das filmagens ocorreram nos Estúdios San Miguel, em Buenos Aires. Estas filmagens aconteceram com parte do elenco, como Anselmo Duarte, que fazia par romântico com Vera e a atriz portenha Nelly Darén. Com este episódio, Vera foi considerada, por parte da imprensa, como a primeira atriz brasileira a filmar fora do país, porém, aos que indicaram este "título", desconsideraram a atriz Lia Torá, que na década de 1920 atuou em curtas e longas metragens do cinema mudo, produzidos nos Estados Unidos.
Na edição de maio de 1950, a revista A Cena Muda solicitou uma enquete, entre seus leitores, para escolher os melhores atores do Brasil. Os vencedores foram: ator, Anselmo Duarte; atriz, Vera Nunes, seguida de Tônia Carrero e Maria Della Costa.
Com a transição do chamado "cinema brasileiro moderno" para o "cinema novo", Vera não se adaptou com a nova tendência e suas atuação no cinema reduziram-se  

### Teatro
Com poucos anos de atuação no cinema, já era uma consagrada atriz, e é nesta condição que foi convidada para atuar no teatro. O convite partiu de Aimée (Haidée Salles Lemos: 1923-2003), então famosa atriz que tinha a sua própria companhia, a "Companhia Aimée-Carlos Frias". Sua estréia ocorreu no Teatro Rival, em 1949, na comédia "Como os Maridos Enganam". Seu primeiro personagem foi uma secretária sedutora que despertava a paixão do patrão, interpretado por Paulo Porto. Com críticas satisfatórias sobre a sua atuação, veio um novo convite, agora para interpretar o papel de Tessala da montagem de "Um Deus Dormiu Lá em Casa", ao lado de Paulo Autran e Tônia Carrero.
Em 1953, criou a sua própria companhia teatral, a "Companhia Teatral Vera Nunes e Carlos Alberto", em sociedade com o noivo e diretor teatral, Carlos Alberto de Oliveira. Com o fim do noivado, em 1954, a companhia encerrou as atividades. 
Entre 1961 e 1962, junto com o marido Altamiro Martins, atuou com a Companhia Brasileira de Comédia em várias cidades de Portugal e Ilha da Madeira. A turnê incluía Angola e Moçambique, que foram removidos do agenda por causa da Guerra Colonial Portuguesa que eclodiu em 1961.

### Televisão
Suas primeiras participações na televisão foram na TV Paulista e na TV Tupi São Paulo.
Na TV Paulista, foi contratada para comandar a cerimonia de inauguração da empresa (14 de março de 1952) e atuou em Helena, o primeiro programa exibido pela TV, que foi uma telenovela de apenas 10 capítulos. Em seguida, atuou no "Programa de Teatro", em peças encenadas ao vivo, como "Rei dos Reis", "Desirée", "Amor de Napoleão" e "Liza Of Lambert", entre outros. Também foi apresentadora do programa "O Show é Presente".
Na TV Tupi, atuou com a sua companhia em três episódios do teleteatros "Grande Teatro Tupi" ("Tempestade de Verão", "O Amor é Assim" e "Rosa dos Ventos"), onde as peças eram encenadas ao vivo. Em 1959, fez a telenovela A Ponte de Waterloo. Em 1960, apresentou, em parceria com Amilton Fernandes, o programa semanal "Sucessos Musicais". 
Em 1961, foi contratada pela TV Excelsior para apresentar o programa "Grande Vesperal Credi-Lady".
Também escreveu, produziu e dirigiu programas, como no seriado "As Aventuras de Suzana" da TV Tupi onde atuou e escreveu alguns episódios, ou no musical semanal "Lendas Orientais" da TV Cultura onde produziu e dirigiu.

## Filmografia

### Cinema
| Ano  | Título                    | Personagem        | Notas          |
| ---- | ------------------------- | ----------------- | -------------- |
| 2008 | O Profeta                 | Mulher do Profeta | Curta-metragem |
| 2007 | Autofagia                 | Velha             | Curta-metragem |
| 2004 | Tal Pai Tal Filho         | Esposa            | Curta-metragem |
| 2003 | A Quarta Parada           |                   | Curta-metragem |
| 1957 | Dorinha no Soçaite        | Dorinha           |                |
| 1955 | Armas da Vingança         |                   |                |
| 1952 | Custa Pouco a Felicidade  | Telma             |                |
| 1951 | Presença de Anita         | Diana             |                |
| 1951 | Suzana e o Presidente     | Suzana            |                |
| 1950 | Um Beijo Roubado          | Vera              |                |
| 1950 | Garota Mineira            | Moça do Interior  |                |
| 1949 | Pinguinho de Gente        | Maria Lúcia       |                |
| 1949 | Também Somos Irmãos       | Marta             |                |
| 1949 | Uma Luz na Estrada        | Laura             |                |
| 1948 | Mãe                       |                   |                |
| 1948 | Falta Alguém no Manicômio | Maria Luísa       |                |
| 1948 | Não Me Digas Adeus        | —                 |                |

### Televisão
| Ano       | Título                   | Personagem               | Notas                         |
| --------- | ------------------------ | ------------------------ | ----------------------------- |
| 2005      | Senta que Lá Vem Comédia | —                        | Episódio: "Os Ossos do Barão" |
| 1985      | Jogo do Amor             | Dona Celi                |                               |
| 1982      | Avenida Paulista         | Amiga de Bebel           |                               |
| 1980      | O Meu Pé de Laranja-Lima | Leonor                   |                               |
| 1979      | Cara a Cara              | —                        |                               |
| 1975      | Um Dia, o Amor           | Arlinda                  |                               |
| 1970      | O Meu Pé de Laranja Lima | Diana                    |                               |
| 1969      | Dez Vidas                | Viscondessa de Barbacena |                               |
| 1969      | Os Estranhos             | Mimi                     |                               |
| 1969      | A Menina do Veleiro Azul | Drª Olga                 |                               |
| 1968      | Legião dos Esquecidos    | Maria Luísa              |                               |
| 1967      | Os Fantoches             | Julieta                  |                               |
| 1966      | As Minas de Prata        | Ismênia                  |                               |
| 1964      | O Pintor e a Florista    | Estela                   |                               |
| 1959-1960 | Grande Teatro Tupi       | Várias personagens       |                               |
| 1959      | A Ponte de Waterloo      | Bailarina                |                               |
| 1954      | As Aventuras de Suzana   | Suzana                   |                               |
| 1952      | Helena                   | Úrsula                   |                               |

## No Teatro[6]
| Ano  | Título                         | Direção                    |
| ---- | ------------------------------ | -------------------------- |
| 1949 | Como os Maridos Enganam        | Esther Leão                |
| 1949 | Um Deus Dormiu lá em Casa      | Silveira Sampaio           |
| 1950 | Helena Fechou a Porta          | Silveira Sampaio           |
| 1950 | Amanhã, se Não Chover          | Ziembinski                 |
| 1950 | Don Juan                       | Ziembinski                 |
| 1951 | Arlequim Servidor de Dois Amos | Ruggero Jacobbi            |
| 1952 | O Espelho                      | Ruggero Jacobbi            |
| 1952 | Pedacinho de Gente             | Ruggero Jacobbi            |
| 1952 | Fugir, Casar ou Morrer         | Armando Couto              |
| 1953 | Fugir, Casar ou Morrer         | Armando Couto              |
| 1953 | Pedacinho de Gente             | Carla Civelli              |
| 1953 | Precisa-se de um Filho         | Procópio Ferreira          |
| 1953 | Deus lhe Pague                 | Procópio Ferreira          |
| 1953 | A Sogra e a Nora               | Ruggero Jacobbi            |
| 1953 | Tempestade de Verão            | Ruggero Jacobbi            |
| 1954 | Para Servi-la Madame           | Carla Civelli              |
| 1954 | Pancada de Amor                | Carla Civelli              |
| 1954 | O Gato de Botas                | Carlos Alberto de Oliveira |
| 1954 | O Imperador Galante            | Dulcina de Morais          |
| 1955 | Triângulo Escaleno             | Silveira Sampaio           |
| 1955 | Papai Fanfarrão                | —                          |
| 1956 | Lição de Botânica              | Ruggero Jacobbi            |
| 1958 | Uma Cama Para Três             | Sérgio Cardoso             |
| 1960 | Conheça seu Homem              | Pernambuco de Oliveira     |
| 1960 | Bloom, O Homem dos Milhões     | Victor Berbara             |
| 1963 | A Cegonha se Diverte           | Graça Mello                |
| 1967 | Sonho Americano                | Afonso Gentil              |
| 1970 | Os Mistérios do Amor           | José Cunha                 |
| 1972 | O Auto da Compadecida          | João Cândido               |
| 1972 | O Ovo                          | Jean Luc Decave            |
| 1974 | O Genro que era Nora           | Aurimar Rocha              |
| 1978 | O Labirinto                    | Dionísio Amadi             |
| 1980 | O Bengalão do Finado           | Sebastião Apolônio         |
| 1982 | Madame Caviar                  | Sebastião Apolônio         |
| 1982 | Sete Vidas                     | Bárbara Bruno              |
| 1999 | Teto de Lona                   | José Carlos Barbosa        |
| 2002 | Homens de Papel                | Antônio de Andrade         |